# Xica da Silva (film)
Xica da Silva – brazylijska komedia z 1976 roku w reżyserii Carlosa Dieguesa. Film powstał na motywach powieści João Felício dos Santosa pt. Xica da Silva i przedstawia historię związku afrykańskiej niewolnicy i portugalskiego właściciela ziemskiego w XVIII wieku. W filmie główne role zagrali Zezé Motta, Walmor Chagas i José Wilker. Film był zgłoszony jako brazylijski kandydat do Oscara w 1977 roku, jednak nie otrzymał nominacji.

## Opis
W drugiej połowie XVIII wieku korona portugalska była zaniepokojona wydarzeniami w regionie Diamantina w dzisiejszym stanie Minas Gerais. Na tym terenie znajdowały się kopanie złota i diamentów, przynoszące wielkie zyski, ale także było to centrum ruchów niepodległościowych. W lokalnym mieście Arraial do Tijuco mieszkała Chica da Silva, była niewolnica, która wyszła za mąż za zarządcę kopalni złota João Fernandesa. Mąż uczynił z niej prawdziwą diamentową królową i spełniał każde jej życzenie, pomagał jej też mścić się na tych, którzy źle ją traktowali w czasach, gdy była jeszcze niewolnicą. Jednak król portugalski wysłał emisariusza, którego zadaniem jest kontrola nad tym, co dzieje się w kolonii.

## Obsada
- Zezé Motta jako Xica da Silva
- Walmor Chagas jako João Fernandes
- Altair Lima jako emisariusz
- Elke Maravilha jako Hortência
- Stepan Nercessian jako José
- Rodolfo Arena jako Sargeant
- José Wilker jako Hrabia Valadares
- Marcos Vinicius jako Teodoro
- João Felicio dos Santos jako pastor

## Adaptacja telewizyjna
W 1996 roku nieistniejąca już stacja Rede Manchete zaadaptowała film do formatu telenoweli. Reżyserem był Walter Avancini, scenarzystą Walcyr Carrasco, a główną rolę zagrała Taís Araújo. Xica da Silva była pierwszą telenowelą, w której główną rolę zagrała aktorka afrobrazylijska. W 2005 roku stacja SBT ponownie wyświetliła tę telenowelę.

## Nagrody
Źródło
| Rok  | Festiwal             | Nagroda                                                         | Wynik   |
| ---- | -------------------- | --------------------------------------------------------------- | ------- |
| 1976 | Festival de Brasília | Najlepszy film Najlepszy reżyser Najlepsza aktorka (Zezé Motta) | Nagroda |
| 1977 | SESC Film Festival   | Najlepszy film                                                  | Nagroda |